# Edith Haldeman
Edith Haldeman, nata Edith Haldiman (New York, 17 aprile 1905 – New York, ottobre 1984), è stata un'attrice statunitense dell'epoca del muto, attiva come attrice bambina dal 1909 al 1916 (tra i 4 e gli 11 anni d'età).

## Biografia
Nata a Manhattan nel 1905, cominciò la sua carriera di attrice bambina a soli quattro anni alla Biograph Company in un film di D.W. Griffith. Conosciuta anche con i nomi Edith Halderman o Edith Haldimand, girò - dal 1909 al 1916 - 38 pellicole. Nel 1911, dopo i primi film, girati tutti per Griffith, passò a lavorare anche alla Kalem Company, quindi alla Pathé Frères e alla IMP.
Appare in due filmati di archivio, Flicker Flashbacks No. 1, Series 5 un corto del 1947 di Richard Fleischer e in un documentario tv del 1985 prodotto da Rai3, Proposta in quattro parti di Danièle Huillet e Jean-Marie Straub.
Si ritirò dagli schermi nel 1916, all'età di undici anni. L'ultimo suo film fu The Memory Mill per la Universal Film Manufacturing Company.
Morì nell'ottobre 1984 nel Bronx, a 79 anni.

## Riconoscimenti
- Young Hollywood Hall of Fame (1908-1919)

## Filmografia
La filmografia è completa. Quando manca il nome del regista, questo non viene riportato nei titoli
- A Fair Exchange, regia di D.W. Griffith - cortometraggio (1909)
- Leather Stocking, regia di D.W. Griffith - cortometraggio (1909)
- Wanted, a Child, regia di D.W. Griffith - cortometraggio (1909)
- The Little Teacher, regia di D.W. Griffith - cortometraggio (1909)
- The Open Gate, regia di D.W. Griffith - cortometraggio (1909)
- The Death Disc: A Story of the Cromwellian Period, regia di D.W. Griffith - cortometraggio (1909)
- The Red Man's View, regia di D.W. Griffith - cortometraggio (1909)
- A Corner in Wheat, regia di D.W. Griffith - cortometraggio (1909)
- The Rocky Road, regia di D.W. Griffith - cortometraggio (1910)
- The Last Deal, regia di D.W. Griffith - cortometraggio (1910)
- The Cloister's Touch, regia di D.W. Griffith - cortometraggio (1910)
- The Final Settlement, regia di D.W. Griffith - cortometraggio (1910)
- Little Angels of Luck, regia di D.W. Griffith - cortometraggio (1910)
- A Mohawk's Way, regia di D.W. Griffith - cortometraggio (1910)
- Examination Day at School, regia di D.W. Griffith - cortometraggio (1910)
- The Iconoclast, regia di D.W. Griffith - cortometraggio (1910)
- Two Little Waifs, regia di D.W. Griffith - cortometraggio (1910)
- The Two Paths, regia di D.W. Griffith - cortometraggio (1911)
- The Bolted Door (1911)
- His Trust, regia di D.W. Griffith - cortometraggio (1911)
- A Lonely Little Girl (1911)
- By Registered Mail (1911)
- Cuore d'avaro (The Miser's Heart), regia di David W. Griffith - cortometraggio (1911)
- The Baby and the Stork, regia di D.W. Griffith e Frank Powell (1912)
- After Many Years (1912)
- Billy's Stratagem, regia di D.W. Griffith - cortometraggio (1912)
- The Lure of the Picture, regia di Otis Turner (1912)
- Let No Man Put Asunder, regia di Otis Turner (1912)
- A Child's Remorse, regia di D.W. Griffith - cortometraggio  (1912)
- The Cruel Stepmother (1912)
- King the Detective and the Smugglers (1912)
- Officer One Seven Four, regia di George Loane Tucker (1912)
- The World Weary Man (1912)
- Damages in Full (1913)
- Loneliness and Love, regia di James Kirkwood (1913)
- The Wop - cortometraggio (1913)
- A Poor Relation - cortometraggio (1915)
- The Memory Mill - cortometraggio (1916)